# Siperkas
Siperkas is een bestuurslaag in het regentschap Subulussalam van de provincie Atjeh, Indonesië. Siperkas telt 292 inwoners (volkstelling 2010).